# Copa Interclubes Kagame 2014
La Copa Interclubes Kagame 2014 fue la 40.ª edición de este torneo de fútbol a nivel de clubes de África organizado por la CECAFA y que contó con la participación de 14 equipos de África Central, África del Sur y África Oriental, dos equipos más que en la edición anterior.
El Al-Merreikh Omdurmán de Sudán venció al APR FC de Ruanda en la final disputada en Kigali, Ruanda para ganar el título por tercera ocasión, mientras que el Vital'O FC de Burundi, campeón de la edición anterior, fue eliminado en la fase de grupos.

## Participantes
El presidente de Ruanda y patrocinador principal del torneo Paul Kagame y anunció premios por $60.000, el Yanga de Tanzania iba a ser el representante del país en el torneo, pero fue reemplazado por el Azam FC por no cumplir con las regulaciones del torneo, lo mismo que sucedió con el campeón de Burundi Flambeau de l’Est al ser reemplazado por el Atlético Olympic FC y el Ethiopian Coffee FC de Etiopía por el Adama City.

### Equipos
| - Rayon Sports - Azam - Adama City - Atlabara - KMKM | - APR - KCCA - Atlético Olympic - Gor Mahia - Djibouti Télécom | - Vital'O - Al-Merrikh - Police - Benadir |

## Fase de grupos

### Grupo A
| Club         | G | E | P | GF | GC | Pts |
| ------------ | - | - | - | -- | -- | --- |
| Rayon Sports | 3 | 1 | 0 | 4  | 1  | 10  |
| Azam         | 2 | 2 | 0 | 10 | 3  | 8   |
| Atlabara     | 0 | 3 | 1 | 4  | 5  | 3   |
| Adama City   | 0 | 2 | 2 | 4  | 8  | 2   |
| KMKM         | 0 | 2 | 2 | 2  | 7  | 2   |

| 8 de agosto de 2014 | Atlabara           | 1–1     | KMKM                  | Amahoro Stadium, Kigali, Ruanda |                              |
|                     | Mngwali 45' (a.g.) | Reporte | Mutawakkil 30' (a.g.) | Árbitro(s): Louis Hakizimana    | Árbitro(s): Louis Hakizimana |

| 8 de agosto de 2014 | Rayon Sports | 0–0     | Azam | Amahoro Stadium, Kigali, Ruanda  |                                  |
|                     |              | Reporte |      | Árbitro(s): Alex Muhabi Nsulumbi | Árbitro(s): Alex Muhabi Nsulumbi |

| 10 de agosto de 2014 | KMKM | 0–4     | Azam                                 | Amahoro Stadium, Kigali, Ruanda  |                                  |
|                      |      | Reporte | Bocco 1', 52' · Saint-Preux 18', 29' | Árbitro(s): Alex Muhabi Nsulumbi | Árbitro(s): Alex Muhabi Nsulumbi |

| 10 de agosto de 2014 | Adama City   | 1–2     | Rayon Sports     | Amahoro Stadium, Kigali, Ruanda |                           |
|                      | Mishindo 76' | Reporte | Kambale 45', 65' | Árbitro(s): Andrew Otieno       | Árbitro(s): Andrew Otieno |

| 12 de agosto de 2014 | KMKM     | 1–1     | Adama City   | Stade Régional Nyamirambo, Nyamirambo, Ruanda |                           |
|                      | Faki 90' | Reporte | Mishindo 60' | Árbitro(s): Andrew Otieno                     | Árbitro(s): Andrew Otieno |

| 12 de agosto de 2014 | Azam                      | 2–2     | Atlabara               | Stade Régional Nyamirambo, Nyamirambo, Ruanda |                                  |
|                      | Bolou 43' · Kavumbagu 86' | Reporte | Batista 48' · Bony 56' | Árbitro(s): Alex Muhabi Nsulumbi              | Árbitro(s): Alex Muhabi Nsulumbi |

| 14 de agosto de 2014 | Adama City | 1–1     | Atlabara | Stade Régional Nyamirambo, Nyamirambo, Ruanda |                              |
|                      | Ibsa 82'   | Reporte | Ajak 22' | Árbitro(s): Louis Hakizimana                  | Árbitro(s): Louis Hakizimana |

| 14 de agosto de 2014 | Rayon Sports | 1–0 | KMKM | Stade Régional Nyamirambo, Nyamirambo, Ruanda |                                  |
|                      | Sibomana 22' | [http://www.kawowo.com/index.php/k2-extra-fields/k2-users/stats/2014-cecafa-fixtures/view_match/2344.html (enlace roto disponible en Internet Archive; véase el historial, la primera versión y la última). Reporte] |      | Árbitro(s): Alex Muhabi Nsulumbi              | Árbitro(s): Alex Muhabi Nsulumbi |

| 16 de agosto de 2014 | Adama City | 1–4     | Azam                                                  | Stade Régional Nyamirambo, Nyamirambo, Ruanda |                                 |
|                      | Debesh 39' | Reporte | Bocco 29' · Kavumbagu 55' · Khamis 60' · Tchetche 74' | Árbitro(s): Hassan Mohamed Hagi               | Árbitro(s): Hassan Mohamed Hagi |

| 16 de agosto de 2014 | Rayon Sports | 1–0     | Atlabara | Stade Régional Nyamirambo, Nyamirambo, Ruanda |                                  |
|                      | Motombo 85'  | Reporte |          | Árbitro(s): Alex Muhabi Nsulumbi              | Árbitro(s): Alex Muhabi Nsulumbi |

### Grupo B
| Club             | G | E | P | GF | GC | Pts |
| ---------------- | - | - | - | -- | -- | --- |
| KCCA             | 3 | 0 | 1 | 5  | 3  | 9   |
| APR              | 2 | 1 | 1 | 4  | 3  | 7   |
| Atlético Olympic | 2 | 0 | 2 | 3  | 3  | 6   |
| Djibouti Télécom | 1 | 1 | 2 | 5  | 6  | 4   |
| Gor Mahia        | 0 | 2 | 2 | 5  | 7  | 2   |

| 8 de agosto de 2014 | Gor Mahia      | 1–2     | Kampala C.C.A. | Amahoro Stadium, Kigali, Ruanda |                                |
|                     | Sserunkuma 27' | Reporte |                | Árbitro(s): Gervais Munyanziza  | Árbitro(s): Gervais Munyanziza |

| 9 de agosto de 2014 | APR                | 1–0     | Atlético Olympic | Amahoro Stadium, Kigali, Ruanda |                            |
|                     | Nshutiyamagara 90' | Reporte |                  | Árbitro(s): Anthony Ogwayo      | Árbitro(s): Anthony Ogwayo |

| 10 de agosto de 2014 | Djibouti Télécom         | 2–1     | Kampala C.C.A. | Stade Régional Nyamirambo, Nyamirambo, Ruanda |                                |
|                      | Mustapha 43' · Djama 89' | Reporte | Wadri 60'      | Árbitro(s): Gervais Munyanziza                | Árbitro(s): Gervais Munyanziza |

| 11 de agosto de 2014 | Gor Mahia | 0–1     | Atlético Olympic | Stade Régional Nyamirambo, Nyamirambo, Ruanda |                           |
|                      |           | Reporte | Hakizimana 72'   | Árbitro(s): Israel Mujuni                     | Árbitro(s): Israel Mujuni |

| 13 de agosto de 2014 | Kampala C.C.A.   | 1–0     | Atlético Olympic | Stade Régional Nyamirambo, Nyamirambo, Ruanda |                                 |
|                      | Umony 22' (pen.) | Reporte |                  | Árbitro(s): Hassan Mohamed Hagi               | Árbitro(s): Hassan Mohamed Hagi |

| 13 de agosto de 2014 | APR           | 1–0     | Djibouti Télécom | Stade Régional Nyamirambo, Nyamirambo, Ruanda |                           |
|                      | Bayisenge 41' | Reporte |                  | Árbitro(s): Israel Mujuni                     | Árbitro(s): Israel Mujuni |

| 15 de agosto de 2014 | Atlético Olympic          | 2–1     | Djibouti Télécom | Stade Régional Nyamirambo, Nyamirambo, Ruanda |                                 |
|                      | Ramadhan 10' · Fiston 85' | Reporte | Mohamed 28'      | Árbitro(s): Hassan Mohamed Hagi               | Árbitro(s): Hassan Mohamed Hagi |

| 15 de agosto de 2014 | APR                           | 2–2     | Gor Mahia                  | Stade Régional Nyamirambo, Nyamirambo, Ruanda |                           |
|                      | Mugiraneza 22' · Mubumbvi 90' | Reporte | Kizito 60' · Walusimbi 81' | Árbitro(s): Israel Mujuni                     | Árbitro(s): Israel Mujuni |

| 17 de agosto de 2014 | Djibouti Télécom                 | 2–2     | Gor Mahia                 | Stade Régional Nyamirambo, Nyamirambo, Ruanda |                                |
|                      | Djama 38' · Andasanco 74' (pen.) | Reporte | Otieno 57' · Mohammed 90' | Árbitro(s): Gervais Munyanziza                | Árbitro(s): Gervais Munyanziza |

| 17 de agosto de 2014 | Kampala C.C.A. | 1–0     | APR | Stade Régional Nyamirambo, Nyamirambo, Ruanda |                            |
|                      | Bengo 70'      | Reporte |     | Árbitro(s): Anthony Ogwayo                    | Árbitro(s): Anthony Ogwayo |

### Grupo C
| Club       | G | E | P | GF | GC | Pts |
| ---------- | - | - | - | -- | -- | --- |
| Police     | 3 | 0 | 0 | 7  | 2  | 9   |
| Al-Merrikh | 1 | 1 | 1 | 5  | 2  | 4   |
| Vital'O    | 1 | 1 | 1 | 7  | 5  | 4   |
| Benadir    | 0 | 0 | 3 | 2  | 12 | 0   |

| 9 de agosto de 2014 | Vital'O                                                                         | 5–1     | Benadir | Amahoro Stadium, Kigali, Ruanda       |                                       |
|                     | Ndikumana 15' · Moussa 45' (pen.) · Mavugo 71' · Shabani 87' · Osman 90' (a.g.) | Reporte | Ali 83' | Árbitro(s): Abdul Karim Twagirumukiza | Árbitro(s): Abdul Karim Twagirumukiza |

| 9 de agosto de 2014 | Police      | 1–0     | Al-Merrikh | Amahoro Stadium, Kigali, Ruanda |                           |
|                     | Atuhire 16' | Reporte |            | Árbitro(s): Israel Mujuni       | Árbitro(s): Israel Mujuni |

| 11 de agosto de 2014 | Benadir | 0–4     | Al-Merrikh                                       | Stade Régional Nyamirambo, Nyamirambo, Ruanda |                              |
|                      |         | Reporte | Wanga 18' · El-Basha 33' · Traoré 61' · Wawa 85' | Árbitro(s): Louis Hakizimana                  | Árbitro(s): Louis Hakizimana |

| 11 de agosto de 2014 | Vital'O     | 1–3     | Police                                 | Stade Régional Nyamirambo, Nyamirambo, Ruanda |                            |
|                      | Shabani 38' | Reporte | Sina 30' · Tuyisenge 44' · Mbaraga 69' | Árbitro(s): Anthony Ogwayo                    | Árbitro(s): Anthony Ogwayo |

| 14 de agosto de 2014 | Police                                    | 3–1     | Benadir   | Stade Régional Nyamirambo, Nyamirambo, Ruanda |                           |
|                      | Atuhire 1' · Habimana 10' · Tuyisenge 70' | Reporte | Garba 67' | Árbitro(s): Andrew Otieno                     | Árbitro(s): Andrew Otieno |

| 15 de agosto de 2014 | Al-Merrikh | 1–1     | Vital'O    | Stade Régional Nyamirambo, Nyamirambo, Ruanda |                            |
|                      | Traoré 63' | Reporte | Mavugo 34' | Árbitro(s): Anthony Ogwayo                    | Árbitro(s): Anthony Ogwayo |

## Segunda Ronda

### Cuartos de final
| 19 de agosto de 2014 | Police | 0–0 (9-8 p) | Atlético Olympic                                                                                                   | Stade Régional Nyamirambo, Nyamirambo, Ruanda |                            |
|                      | Ndaka · Mbaraga · Tuyisenge · Sina · Habimana · Ngendahimana · Twagizimana · Kagabo · Mugabo · Mutuyimana · Nzarora | Reporte     | Fiston · Wambo · Akimana · Muhuza · Ramadhan · Hakizimana · Bukuru · Hakizimana · Hakizimana · Dieduonne · Akimana | Árbitro(s): Anthony Ogwayo                    | Árbitro(s): Anthony Ogwayo |

| 19 de agosto de 2014 | Rayon Sports                                                                       | 2–2 (3-4 p) | APR                                                                                        | Stade Régional Nyamirambo, Nyamirambo, Ruanda |                                  |
|                      | Bertrand 43' · Ndayisenga 45' · Tubane · Motombo · Sibomana · Kambale · Ndayisenga | [http://www.kawowo.com/index.php/football/item/18885-apr-fc-see-off-rivals-rayon-sport-in-tense-quarter-final-kagame-cup.html (enlace roto disponible en Internet Archive; véase el historial, la primera versión y la última). Reporte] | Ndahinduka 11' · Rugwiro 55' · Nshutimayagara · Mukunzi · Tibingana · Rutanga · Mugiraneza | Árbitro(s): Alex Muhabi Nsulumbi              | Árbitro(s): Alex Muhabi Nsulumbi |

| 20 de agosto de 2014 | Azam                                               | 0–0 (3-4 p) | Al-Merrikh                              | Stade Régional Nyamirambo, Nyamirambo, Ruanda |                           |
|                      | Nyoni · Kavumbagu · Morris · Kapombe · Saint-Preux | Reporte     | El-Basha · Said · Gafer · Wanga · Magdi | Árbitro(s): Andrew Otieno                     | Árbitro(s): Andrew Otieno |

| 20 de agosto de 2014 | Kampala C.C.A.                        | 3–1     | Atlabara          | Stade Régional Nyamirambo, Nyamirambo, Kenia |                                 |
|                      | Majwega 4' · Umony 32' · Senkumba 74' | Reporte | Oliver 88' (pen.) | Árbitro(s): Hassan Mohamed Hagi              | Árbitro(s): Hassan Mohamed Hagi |

### Semifinales
| 22 de agosto de 2014 | Police                                  | 0–0 (2-4 p) | APR                                                        | Amahoro Stadium, Kigali, Ruanda |                            |
|                      | Sina · Mutuyimana · Tuyisenge · Mbaraga | Reporte     | Rutanga · Nshutimayagara · Mukunzi · Sibomana · Mugiraneza | Árbitro(s): Anthony Ogwayo      | Árbitro(s): Anthony Ogwayo |

| 22 de agosto de 2014 | Al-Merrikh                                                         | 2–2 (3-0 p) | Kampala C.C.A.                                    | Amahoro Stadium, Kigali, Ruanda |                           |
|                      | Mugabi 28' (a.g.) · Abdel-Aati 46' · Wanga · Bala · Agab · Magonda | Reporte     | Masiko 45' · Umony 57' · Umony · Masiko · Majwega | Árbitro(s): Israel Mujuni       | Árbitro(s): Israel Mujuni |

### 3º Lugar
| 24 de agosto de 2014 | Police                                                   | 1–1 (4-2 p) | Kampala C.C.A.                                | Amahoro Stadium, Kigali, Ruanda |                                 |
|                      | Mbaraga 34' · Tuyisenge · Ndaka · Uwimana · Ngendahimana | Reporte     | Umony 49' · Kavuma · Umony · Masiko · Kasagga | Árbitro(s): Hassan Mohamed Hagi | Árbitro(s): Hassan Mohamed Hagi |

### Final
| 24 de agosto de 2014 | Al-Merrikh | 1-0     | APR | Amahoro Stadium, Kigali, Ruanda |                           |
|                      | Wanga 24'  | Reporte |     | Árbitro(s): Andrew Otieno       | Árbitro(s): Andrew Otieno |

## Campeón
| Copa Interclubes Kagame 2014 |
| ---------------------------- |
| Al-Merrikh 3º Título         |

## Goleadores
| #  | Nombre                   | Club             | Goles |
| -- | ------------------------ | ---------------- | ----- |
| 1  | John Bocco               | Azam             | 3     |
| 2  | Wendosen Mishindo        | Adama City       | 2     |
| 2  | Mohamed Traoré           | Al-Merrikh       | 2     |
| 2  | Leonel Saint-Preux       | Azam             | 2     |
| 2  | Didier Kavumbagu         | Azam             | 2     |
| 2  | Mustapha Mohamed         | Djibouti Télécom | 2     |
| 2  | Aboubaker Djama          | Djibouti Télécom | 2     |
| 2  | Brian Umony              | Kampala C.C.A.   | 2     |
| 2  | Kipson Atuhire           | Police           | 2     |
| 2  | Jacques Tuyisenge        | Police           | 2     |
| 2  | Salita Gentil Kambale    | Rayon Sports     | 2     |
| 2  | Hussein Shabani          | Vital'O          | 2     |
| 2  | Laudit Mavugo            | Vital'O          | 2     |
| 14 | Desaleny Debesh          | Adama City       | 1     |
| 14 | Ibsa                     | Adama City       | 1     |
| 14 | Serge Wawa               | Al-Merrikh       | 1     |
| 14 | Ahmed El-Basha           | Al-Merrikh       | 1     |
| 14 | Allan Wanga              | Al-Merrikh       | 1     |
| 14 | Ismail Nshutiyamagara    | APR              | 1     |
| 14 | Emery Bayisenge          | APR              | 1     |
| 14 | Jean-Baptiste Mugiraneza | APR              | 1     |
| 14 | Barnabe Mubumbyi         | APR              | 1     |
| 14 | Sebit Ajak               | Atlabara         | 1     |
| 14 | Martin Bony              | Atlabara         | 1     |
| 14 | Thomas Batista           | Atlabara         | 1     |
| 14 | Nzomukunda Fiston        | Atlético Olympic | 1     |
| 14 | Niragira Ramadhan        | Atlético Olympic | 1     |
| 14 | Alexis Hakizimana        | Atlético Olympic | 1     |
| 14 | Wilfred Bolou            | Azam             | 1     |
| 14 | Khamis Mcha Khamis       | Azam             | 1     |
| 14 | Kipre Tchetche           | Azam             | 1     |
| 14 | Abdi Rizak Ali           | Benadir          | 1     |
| 14 | Mustapha Garba           | Benadir          | 1     |
| 14 | Fred Andasanco           | Djibouti Télécom | 1     |
| 14 | Dan Sserunkuma           | Gor Mahia        | 1     |
| 14 | Geoffrey Kizito          | Gor Mahia        | 1     |
| 14 | Godfrey Walusimbi        | Gor Mahia        | 1     |
| 14 | Timothy Otieno           | Gor Mahia        | 1     |
| 14 | Musa Mohammed            | Gor Mahia        | 1     |
| 14 | Brian Majwega            | Kampala C.C.A.   | 1     |
| 14 | William Wadri            | Kampala C.C.A.   | 1     |
| 14 | Stephen Bengo            | Kampala C.C.A.   | 1     |
| 14 | Juma Faki                | KMKM             | 1     |
| 14 | Mousa Habimana           | Police           | 1     |
| 14 | Jimmy Mbaraga            | Police           | 1     |
| 14 | Jerome Sina              | Police           | 1     |
| 14 | Abouba Sibomana          | Rayon Sports     | 1     |
| 14 | Govin Motombo            | Rayon Sports     | 1     |
| 14 | Mossi Moussa             | Vital'O          | 1     |
| 14 | Hamad Ndikumana          | Vital'O          | 1     |

### Autogoles
| # | Nombre               | Club     | Rival(es) | Autogoles |
| - | -------------------- | -------- | --------- | --------- |
| 1 | Mustafa Hassan Osman | Benadir  | Vital'O   | 1         |
| 1 | Mwinyi Haji Mngwali  | KMKM     | Atlabara  | 1         |
| 1 | Karim Mutawakkil     | Atlabara | KMKM      | 1         |